# ダック (運輸)
株式会社ダックはかつて東京都府中市に本社を置いていた引越専業者。サービス名称は「ダック引越センター」および、ダック引越センターグループ。イメージキャラクターはアヒルのダックン。
2005年よりSBSホールディングスグループ傘下であったが、2007年10月にアートコーポレーション（現・アート引越センター）の傘下に入った。
2011年9月に同じくアートコーポレーション傘下のアートバンラインを存続会社として合併し、法人格は消滅した。

## 沿革
- 1968年8月 - 「原口運輸」創業。
- 1974年6月 - 株式会社ダックを設立し、法人化。
- 2005年
  - 1月 - 株式譲渡により、SBSホールディングス株式会社の子会社となる。
  - 5月 - さくら運輸株式会社（さくら引越センター）が、株式会社ダック（初代）および株式会社ダック引越センターを吸収合併し、株式会社ダック（2代目）に商号変更。
- 2007年10月17日 -SBSホールディングスが、株式会社ダックの株式90%をアートコーポレーションに売却したため、同社の子会社となる[2]。
- 2011年9月 - ダックとアートバンラインが合併。同社の引越事業本部およびそのブランドとなる。
- 2017年9月 - 引越し事業から撤退。営業を終了した。

## CM
末広がりの「八」に肖り、8のゾロ目の電話番号を使ったテレビCMで有名になった。初期のCMでは「お巡りさんは110番、消防車は119番、引越しは888-8888番」というものだった。東京都の市内局番が03-3***-に移行してもこのCMは続けられ、フリーダイヤル導入時にも0120-888-888という8のゾロ目が使われていた。
このフリーダイヤルにちなみ、8月8日を「ダックの日」としてキャンペーンを行っていた。
北陽とおぎやはぎが出演する、「ダック引越劇場」と題されたショートコント形式のCMが関東・関西で放送された。
宇梶剛士と羽賀研二もバーのシチュエーションで、恋愛ドラマに見せかけて「ダック」の宣伝をするCMに出演。